# Nửa hồn thương đau
"Nửa hồn thương đau" là một ca khúc của nhạc sĩ Phạm Đình Chương sáng tác vào đầu thập niên 1970. Ca khúc được làm nhạc chính trong phim Chân trời tím và nổi tiếng qua tiếng hát của danh ca Thái Thanh.

## Hoàn cảnh sáng tác
Nửa hồn thương đau được nhạc sĩ Phạm Đình Chương sáng tác vào đầu thập niên 1970 theo yêu cầu của ông Quốc Phong, giám đốc Liên Ảnh Công Ty để dùng làm nhạc cho bộ phim Chân trời tím do công ty sản xuất. Ông đã mượn 2 câu thơ của Thanh Tâm Tuyền để phổ nhạc cho bài hát. Có thông tin cho rằng ông sáng tác ca khúc này vì sự tan vỡ trong hôn nhân với ca sĩ Khánh Ngọc khi phát hiện vợ ngoại tình với anh rể là nhạc sĩ Phạm Duy. Tuy nhiên sau này con của Phạm Đình Chương là ca sĩ Phạm Thành khẳng định đây là câu chuyện không có thật.

## Nội dung
Bài hát viết theo điệu Slow chậm buồn:

Nhắm mắt cho tôi tìm một thoáng hương xưa
Cho tôi về đường cũ nên thơ Cho tôi gặp người xưa ước mơ
Hay chỉ là giấc mơ thôi
Nghe tình đang ᴄhết trong tôi
Cho lòng tiếc nuối xót thương suốt đời.

## Ca sĩ thể hiện
Nửa hồn thương đau được các danh ca thể hiện như Thái Thanh, Lan Ngọc, Lệ Thu, Khánh Ly. Năm 2017, trong đêm nhạc Sol Vàng của VTV9 nhằm vinh danh nhạc sĩ Phạm Đình Chương, ca sĩ Ý Lan đã thể hiện nhạc phẩm này. Nhạc phẩm cũng được nhiều ca sĩ trong và ngoài nước thể hiện như Lệ Quyên, Julie Quang, Ngọc Lan, Hồ Hoàng Yến, Tuấn Ngọc, Bằng Kiều, Đức Tuấn, Bùi Lan Hương. và Quang Dũng